# Nacionalni park Lake Clark
Nacionalni park Lake Clark jedan je od 58 nacionalnih parkova smještenih na području Sjedinjenih Američkih Država.

## Zemljopisni položaj
Lake Clark nacionalni park se nalazi na poluotoku Aljaska. Smješten je jugozapadno od Anchoragea, omeđen s tri planinska lanca, Aljaska na sjeveru, Aleutski na jugu i Chigmit planinama na istoku. U sastavu parka su i dva aktivna vulkana, Iliamna i Redoubt te kišna šuma uz istočnu obalu. U zapadnom dijelu parka se nalazi plato s tundrom i tirkiznim jezerima.

## Povijest
Iako je područje parka danas slabo nastanjeno, ipak je zabilježena kontinuirana nazočnost ljudi već oko 10.000 godina. Nakon istraživanja koja je provodio kapetan James Cook 1778. godine broj doseljenika je stalno rastao. Rusi su duž poluotoka Kenai osnivali naselja i trgovačke postaje koje su se bavile otkupom krzna. Postoje dokazi da je 1791. godine Rus Bocharov stigao do jezera Iliamna i tamo uspostavio trgovačku postaju.
Za vrijeme ruske prevlasti bile su široko rasprostranjene misionarske aktivnosti ruske pravoslavne crkve. Amerikanci su u ovo područje prodrli oko 1890. godine, a naziv Clark je dobilo po Johnu W. Clarku, voditelju trgovačke postaje Nushagak. Do početka 1900-ih gotovo svi pripadnici naroda Tanaina su živjeli na sjevernom rubu jezera Ilamna.
Nacionalnim parkom ovo je područje proglašeno 2. prosinca 1980. godine.

## Klima
Vremenski uvjeti u ovom nacionalnom parku su vrlo promjenjljivi i nepredvidljivi. Sredinom ljeta temperature se kreću od najviših 20°C do najnižih 12°C. Uvijek su moguće promjene vremena poput kiše, vjetra ili naglog pada temperature. Zimske temperature tijekom siječnja se kreću od -17°C do -5°C. Najniža ikad zabilježena temperatura iznosila je -48°C, a najviša 30°C. Srednja godišnja temperatura se kreće oko 0,5°C.
U parku postoje dva klimatska područja, vlažna i toplija uz obalu i suha i hladnija klima u unutrašnjosti parka. Obala je često maglovita, veće su padaline, a količine oborina uz obalu iznose od 101 do 203 cm. U unutrašnjosti se parka te vrijednosti kreću od 43 do 66 cm. Uz obalu su zime blaže, a u unutrašnjosti se temperature spuštaju čak do -40°C.

## Životinjski svijet
U nacionalnom parku Lake Clark obitava jako puno raznolikih vrsta životinja poput morskih vidri, kitova, tuljana, grizlija, smeđeg medvjeda, karibua, vukova, mrkog medvjeda, losova, risova, divljih bijelih ovaca, lisica, lososa, orlova ili paukova te mnoštvo drugih vrsta.

## Vanjske poveznice
- Lake Clark National Park (engl.)
- Lake Clark National Park gallery (engl.)

## Galerija
- Planina Ilamna
- Planina Redoubt
- Lokacijska mapa parka

## Ostali projekti
|  | Zajednički poslužitelj ima stranicu o temi Nacionalni park Lake Clark |